# 穴沢努
穴沢 努（あなざわ つとむ、1965年8月16日 - ）は、東京都出身の元サッカー審判員。本業は高等学校の保健体育の教諭。

## 来歴
1995年12月に1級審判登録され、主にJリーグで主審を務めていた。高校サッカーなどでも主審を務めることがあったが、Jリーグの主審は「高校教諭としての職務に専念」との理由で2009年をもって退いている。本業では2007年に葛飾総合高校開校時から教諭兼副校長を務め、2018年から日比谷高校で副校長として3年間勤務した後、2021年に東久留米総合高校に校長として着任している。そして2024年4月1日より、東京都立小岩高校の校長として着任。2025年4月1日現在、2年目の小岩高校を校長として率いている。

## 評価
以前は不安定で不可解なジャッジが散見されたため、苗字の「穴沢」をもじって「アナザーワールド」と一部のサッカーファンから揶揄されることもあった。しかし近年はレフェリングへの信頼が増し、ファンから高い評価を受けるようになっている。

## エピソード
- 2005年J1第24節横浜F・マリノス-FC東京戦の後半ロスタイム、東京のFWルーカスが同じ東京のDFジャーンと激突し頭部を強打、脳震盪で意識不明に陥る事態が発生した。症状そのものは重くなく、試合後数日の後にルーカスは復帰しているが、その時点ではルーカスの意識は戻らず、両チームの選手が見守りジャーンが泣き崩れる中、ピッチ内で点滴が施され、救急車が直接ピッチに入り込んでそのまま病院へ搬送されるなどの緊急的な措置が施されたことにより、試合を続行できる空気はなくなっていた。ロスタイムはなお数分残っていたものの、この試合の主審を務めていた穴沢は再開後すぐに試合を終了し、その判断は関係者やマスコミから高い評価を受けた。
- 2006年J1第25節ヴァンフォーレ甲府-ガンバ大阪戦の後半44分、甲府GK阿部謙作が自分がファウルを受けたと勘違いしてFKと思い込み、助走をつけるためにボールから離れた所をガンバ大阪のFW播戸竜二がシュートしてゴールしたが、得点を認めず、「ファウルじゃないけどダメ」と言った。フェアプレーに反すると判断したためと思われる。